# Paul Barbe (militaire)
Pour les articles homonymes, voir Barbe.
Paul Louis Arthur Barbe, né à Paudy (Indre) le 29 octobre 1881, mort pour la France le 15 mai 1940 à Mettet en Belgique, est un général de division à titre temporaire (TT) de l'armée française.
Sa sépulture se trouve dans la nécropole française de Chastre.

## Biographie
Paul Barbe est le petit-fils d'Arthur Nouail de La Villegille.
En 1931, il prend le commandement du 6e régiment de dragons. Il commande ensuite la 3e division d'infanterie motorisée. Le 18 mars 1936, il est nommé commandant la cavalerie au Levant au Liban. Le 15 janvier 1940, il devient commandant de la 4e division légère de cavalerie qui vient d'être créée au sein de la 9e Armée. Lors de la bataille de Dinant, il est tué par un tir allemand alors qu'il prend contact avec le colonel du 14e régiment de dragons portés.
Il est l'un des treize officiers généraux français morts au cours des opérations de mai-juin 1940.

## Distinctions et grades
- Avancement :
  - lieutenant-colonel (25 septembre 1927)
  - colonel (25 décembre 1931)
  - général de brigade (28 mai 1936)
  - général de division (TT) (1er décembre 1939)[5]

- Distinctions :
  - commandeur de la Légion d'honneur